# Огонь + вода (Остаться в живых)
«Огонь + вода» (англ. Fire + Water) — 37-й эпизод телесериала «Остаться в живых» и 12-й во втором сезоне. Сценарий к эпизоду написали Эдвард Китсис и Адам Хоровиц, а режиссёром стал Джек Бендер. Премьерный показ эпизода состоялся 25 января 2006 года на канале ABC. Центральный персонаж — Чарли.

## Сюжет

### Воспоминания
Эпизод начинается с того, что Чарли Пэйс, будучи ребёнком, получает новое пианино. Его семья хочет, чтобы он использовал свой музыкальный талант, чтобы «спасти» их и вытащить их из их нынешней нищей жизни, но появляется его отец, одетый мясником, и говорит: «Да никого он не спасёт», а затем отрубает голову куклы топором. Позже Чарли, уже взрослый, показывают в больнице, где Карен, девушка его брата Лиама, только что родила дочь по имени Меган, в честь мамы Чарли и Лиама. Однако растущая наркомания Лиама вызывает проблемы: из-за неё он не появляется на родах, и она также плохо влияет на банду братьев, «DriveSHAFT». Когда Карен выгоняет его, Лиам приходит домой к своему брату, но злоупотребляет гостеприимством Чарли тем, что втайне продаёт его пианино, утверждая в свою защиту, что ему нужны были деньги, чтобы отправиться в Австралию, чтобы устроиться на работу и пойти в наркологическую клинику «ради своей семьи».

### События
Услышав детские крики, Чарли смотрит в сторону океана и видит, что колыбель Аарона уплывает. Он плывёт ему на помощь и возвращает ребёнка на пляж, где Клэр и мать Чарли, одетые как ангелы, неоднократно взывают Чарли, что он должен «спасти ребёнка». Также появляется Хёрли, одетый как Иоанн Креститель. Чарли просыпается ото сна, обнаруживая, что он держит Аарона на пляже, но не помнит, как это произошло. К нему подбегает обезумевшая Клэр и забирает ребёнка назад, а затем даёт ему пощёчину.
Когда Чарли говорит Эко о своих снах, Эко говорит, что эти сны могут означать то, что Чарли должен спасти ребёнка, но Чарли неправильно понимает его. Он идёт к Клэр, чтобы выразить свою тревогу о том, что Аарон находится в опасности, говоря, что его надо крестить, но Клэр больше не доверяет ему, так как он неоднократно лгал ей.
Чарли направляется к своей скрытой заначке со статуэтками Девы Марии, в которых скрыт героин, но Локк следует за ним и конфискует их, несмотря на протесты Чарли о том, что он сам собирался их уничтожить. Локк затем помещает статуэтки в бункере, в той самой комнате, где хранится оружие.
Поздно вечером Чарли устраивает пожар, как отвлекающий манёвр, и похищает Аарона из его кроватки. Однако Клэр замечает его и бежит за ним до самого океана. Чарли пытается крестить его и не хочет отдавать его обратно. Он пытается убедить группу в том, что он всего лишь пытался «спасти ребёнка». В конце концов Локку удаётся убедить Чарли вернуть Аарона, и он возвращает его Клэр. Локк трижды бьёт Чарли по лицу, оставляя позади его бездыханное и окровавленное тело. Пока он лежит в воде, окружающая толпа на минуту задерживается и уходит, не предлагая ему никакой помощи.
В конце эпизода, несмотря на всё, что произошло, Клэр отыскивает Эко и, по её просьбе, он крестит её и Аарона.

## Производство
Эпизод является предметом обсуждения в документальном фильме о создании второго сезона на DVD. Все места в эпизоде, несмотря на то, что они кажутся, как будто их сняли в других странах, на самом деле были видоизменённым местами на Гавайях.
Продюсеры изначально задумали, чтобы видео «DriveSHAFT» стало ремейком обложки альбома «Abbey Road» группы «The Beatles», но при этом участники группы должны были носить подгузники. Однако им не удалось получить разрешение на воспроизведение сцены и, в итоге, участники группы пели внутри кроватки, при этом нося подгузники.
В одном из сновидений мать Чарли и Клэр появляются в виде ангелов. Это было репродукцией картины Андреа дель Верроккьо «Крещение Христа». На заднем плане сцены (можно увидеть на широком экране) была представлена пасхалка: там можно увидеть нигерийский самолёт с наркотиками, Beechcraft, в котором находится брат Эко. Этот самолёт должен будет упасть на остров.

## Реакция
Эпизод привлёк к экранам телевизоров 19.05 миллионов американских зрителей. LA Times поставил этот эпизод на 109 место в списке лучших (или второе в списке худших) эпизодов сериала.